# Goldberg (Nutscheid)
Der Goldberg ist eine 361,9 m ü. NHN hohe Anhöhe im Nutscheid. Er ist die höchste Erhebung der Gemeinde Ruppichteroth.

## Lage
Der Goldberg liegt im Waldgebiet des Nutscheid nahe der Grenze zwischen den Kommunen Ruppichteroth, Waldbröl und Windeck. Er gehört zum Naturpark Bergisches Land und zum Staatsforst Waldbröl. Mit einer Schartenhöhe von weniger als 5 m gegenüber dem östlich benachbarten Hohen Wäldchen stellt er eine nur geringfügig ausgeprägte Erhebung dar. Südöstlich des Goldbergs zieht der Rücken des Selbachsbergs nach Süden. 

## Wasserscheide
Der Goldberg ist ein Teil der Wasserscheide des Nutscheid. Aus seinen Flanken entspringen der Reuterssiefen Richtung Sieg und der Vilkenbach sowie der Steinerbach Richtung Waldbrölbach. 